# William Pope Duval
Pour les articles homonymes, voir Duval.
William Pope Duval (4 septembre 1784 – 19 mars 1854) est un juriste et homme politique américain qui fut le premier gouverneur du Territoire de Floride entre le 17 avril 1822 et le 24 avril 1834. 

## Biographie
Né près de l'actuelle Richmond en Virginie, fils de William Duval (descendant de huguenots français) et de Ann Pope. Il quitta la maison familiale à l'âge de 14 ans et s'installa à Bardstown (Kentucky). Il étudia le droit et fut admis au barreau à l'âge de 19 ans (1804). Il fit ensuite une carrière politique et représenta l'État du Kentucky au 13e congrès des États-Unis (1813-1815). Lorsque la Floride devint un territoire américain, il fut nommé juge en 1821. Puis le président James Monroe le nomma gouverneur du territoire en 1822, poste qu'il occupa pendant 12 années consécutives.

## Hommage posthume
Le comté de Duval en Floride a ainsi été nommé en son honneur.

## Sources
- (en) Allen Covington Morris, Florida place names, Sarasota, Fla. : Pineapple Press, 1995.  (ISBN 9781561640843)
- (en) « DUVAL, William Pope, (1784 - 1854) » dans Biographical Directory of the United States Congress, Congrès des États-Unis.
- (en) « William Pope Duval (1784–1854) » dans Florida Governors' Portraits, Florida: Office of Cultural & Historical Programs.